# Люблін-Берестейська операція
Люблін-Берестейська операція — фронтова наступальна операція в ході другого етапу стратегічної наступальної операції «Багратіон», що проводилася військами 1-го Білоруського фронту під командуванням маршала Радянського Союзу К.Рокоссовського в період з 18 липня по 2 серпня 1944 року з метою розгрому берестейського та люблінського угруповань супротивника. З німецького боку їм протистояли з'єднання 2-ї та 9-ї польових армій групи армій «Центр» і 4-та танкова армія групи армій «Північна Україна».

## Хід операції
Наприкінці 17 липня війська 1-го Білоруського фронту (48-ма, 65-та, 28-ма, 61-ша, 70-та, 47-ма, 8-ма гвардійська та 69-та загальновійськові армії, 1-ша армія Війська Польського, 2-га танкова армія, 6-та та 16-та повітряні армії, 2-й і 7-й гвардійські кавалерійські та 11-й танковий корпуси; командувач — Маршал Радянського Союзу Рокоссовський К. К.) вийшли на рубіж, що проходив західніше Свіслочі, Відомлі, східніше Кобрина, західніше Ковеля. В результаті успіху першої частини операції «Багратіон» у стратегічному фронті противника утворився 400-кілометровий пролом, який він безуспішно намагався закрити окремими дивізіями, що перекидалися з різних ділянок радянсько-німецького фронту й з Заходу. Радянським військам на цій ділянці фронту протистояли розтрощені сили німецьких 2-ї польової і частина сил 4-ї танкової армій, а з 24-25 липня і 9-та польова армія Вермахту.
Задум радянського командування полягав у завданні потужних ударів в обхід Берестейського УР з півночі та півдня розгромити берестейське та люблінське угруповання німецьких військ, і розвиваючи наступ на варшавському напрямку, вийти на широкому фронті до р. Вісла. Головний удар наносився південніше Берестя силами 70-ї, 47-ї, 8-ї гвардійської, 69-ї загальновійськових, 2-ї танкової армій та 1-ї армії Війська Польського, танкового і двох кавалерійських корпусів за підтримки 6-ї повітряної армії в напрямку на Люблін і Прагу (передмістя Варшави), а частиною сил — в обхід Берестя з півдня. Війська 48-ї, 65-ї, 28-ї та 61-ї армій за підтримки 16-ї повітряної армії завдавали удару на варшавському напрямку, обходячи берестейське угруповання супротивника з півночі.
18 липня 1944 радянські війська перейшли в наступ. У перший же день на напрямку головного удару оборона німецьких військ була прорвана, і 20 липня з'єднання 1-го ешелону вийшли на широкому фронті до р. Західний Буг, форсували її з ходу і вступили на територію Польщі. Успіху лівого крила Першого Білоруського фронту сприяв наступ, що був розпочатий 13 липня військами 1-го Українського фронту. 22 липня в прорив була введена 2-га танкова армія, яка 24 липня звільнила Люблін і 25 липня вийшла до Вісли в р-ні Дембліна. 28 липня до Вісли підійшли війська 8-ї гвардійської армії, 1-ї армії Війська Польського та 69-ї загальновійськової армії. 2-га танкова армія, передавши 1-й армії Війська Польського свої рубежі на Віслі, продовжила наступ уздовж правого берега річки до Варшаві.
70-та армія, форсувавши Західний Буг, обійшла Берестя з південного заходу, а 28-ма армія вийшла до Західного Бугу з північно-західніше Берестя. Шляхи відходу берестейського угруповання супротивника на захід були відрізані. 28 липня війська 61-ї армії за сприяння частини сил 70-ї і 28-ї армій звільнили Берестя. 31 липня 2-га танкова армія прорвалася до Праги, але була зустрінута контрударом 5 танкових і 2 піхотних дивізій ворога. На підступах до Праги радянські війська змушені були перейти до оборони. 28 липня — 2 серпня 8-ма гвардійська та 69-та армії форсували Віслу і захопили на її західному березі Магнушевський і Пулавський плацдарми. До 2 серпня війська фронту вийшли на рубіж західніше Суража, Цехановець, північніше Калішіна, на схід від Праги і далі на південь по Віслі і продовжували бої за Прагу і розширення плацдармів на лівому березі Вісли.
В результаті Люблін-Берестейської операції було завершено вигнання німців з південно-західних областей Білорусі і звільнені східні райони Польщі. У ході операції радянські війська просунулися на 260 км, форсували з ходу Віслу, захопили плацдарми на її західному березі, створили сприятливі умови для подальшого наступу на варшавсько-берлінському напрямку. У ході операції широко застосовувалися маневр рухливими військами, поєднання різних способів розгрому ворожих угруповань — берестейського шляхом оточення і подальшого знищення, а люблінського — завдаванням глибоких розсікаючих ударів, вміло здійснювалося форсування з ходу великих водних перешкод із захопленням і розширенням плацдармів.